# Boerenkoffie
Boerenkoffie of Fryske boerekofje is een warme alcoholische drank die in Friesland gedronken werd. De drank bestaat uit warm bier, koffie, smaakmakers zoals kaneel en nootmuskaat, en ten slotte suiker of kandij. Ook worden er rauwe eieren of eidooiers doorheen geslagen voordat de drank verwarmd wordt. Bloem wordt ook wel als bindmiddel gebruikt. Soms wordt brandewijn, berenburg of cognac toegevoegd. De drank is een variant van heet bier, dat in Groningen gedronken wordt, maar dat geen koffie bevat. In Duitsland noemt men deze drank eierbier.
De basis voor de drank was een bruine biervariant uit Groningen, kluinbier, of soortgelijke bieren uit Friesland.
Het drinken van boerenkoffie raakte rond 1910 in onbruik, waarschijnlijk omdat het oorspronkelijke donkere bier niet meer gebrouwen werd. Recepten van de drank worden echter nog steeds gepubliceerd, waarbij het oorspronkelijke bier vervangen werd door bockbier of andere donkere biersoorten.
Het bier werd 's winters veel geserveerd in waterherbergen, die ook wel ijsherbergen werden genoemd. Tijdens een Elfstedentocht in 1809 werden de schaatsers Pals Andrise en Pals Geerts na aankomst in Sneek op boerenkoffie getrakteerd.